# Yakub Kolas
 Yakub Kolas  (en bielorruso Якуб Колас;  Jakub Kolas  según la transliteración en łacinka), transcrito también con las formas  Jakub Kolas  o  Yakub Kolas  (Akíntxitsi, 3 de noviembre de 1882 - Minsk, 13 de agosto de 1956) , de nombre real  Kanstantsín Mikhàilavitx Mitskièvitx  (Канстанцін Міхайлавіч Міцкевіч), fue un escritor bielorruso, Poeta del Pueblo de la RSS de Bielorrusia (1926) y miembro (1928) y vicepresidente (desde 1929 ) del Academia de Ciencias de Bielorrusia.

En sus obras Kola destaca por su simpatía hacia los campesinos bielorrusos, lo que está patente en su seudónimo "Kola", que significa "espiga de cereal" en bielorruso. Escribió las colecciones de poemas  Canciones de cautiverio  (1908) y  Canciones de luto  ( Песьні-жальбы , 1910), los poemas  La nueva tierra  ( Новая зямля , 1923) y  Simón el músico  ( Сымон-музыка , 1925), y también historias y obras de teatro. El poema  La cabaña del pescador  ( Рыбакова хата , 1947) trata la lucha posterior a la unificación de Bielorrusia con la Unión Soviética. Por otra parte, su trilogía  En un cruce de caminos  (1954) trata de la vida prerrevolucionaria de los campesinos del país y la intelectualidad democrática. Fue galardonado con un 1º Premio Estatal de la URSS (llamado Premio Stalin) en 1946 y con un 2º en 1949 por 'La cabaña del pescador' ( Рыбакова хата ).
Murió el 13 de agosto de 1956 en su escritorio, su cuerpo descansa en el Cementerio Militar de Minsk.

## Obras destacadas
Algunas de sus obras más destacadas son:
- Nóvaya ziàmlia  ( Новая зямля , 'La nueva tierra', 1923)[1]
- Simon-Muzik  ( Сымон-музыка , 'Simón, el músico', 1925)[1]
- Na prastórakh jítsia  ( На прасторах жыцця , 'Los amplios espacios de la vida', 1926)[1]
- U púixtxakh Palièssia  ( У пушчах Палесся , 'Al fondo del Polesia', 1937)[1]
- Vaina vainiè  ( Вайна вайне , 'Guerra a la guerra', 1938)[1]